# Lester Lee
Lester Lee (* 7. November 1903 in New York City; † 19. Juni 1956 in Los Angeles) war ein US-amerikanischer Komponist und Songschreiber.

## Leben
Nach dem Besuch der Manual Trades High School entschloss sich Lester Lee, Komponist zu werden. Erste Erfahrungen sammelte er am Broadway, wo er mit seiner Musik für das Musical Keep It Clean 1929 einen ersten Erfolg verbuchen konnte. Ab 1929 war er auch in Hollywood als Songschreiber für verschiedene Filmstudios tätig, wobei er während der 1940er Jahre zeitweilig zum Broadway zurückkehrte. Bei Columbia Pictures arbeitete er ab 1947 häufig mit den Liedtextern Allan Roberts, Bob Russell und Ned Washington zusammen. Mit Russell schrieb er die Songs Trinidad Lady und I’ve Been Kissed Before für den Kriminalfilm Affäre in Trinidad (1952), mit dem Rita Hayworth nach einer mehrjährigen Filmpause ein Comeback versuchte.
Zusammen mit Washington erhielt Lee 1954 eine Oscar-Nominierung in der Kategorie Bester Song für Blue Pacific Blues aus der Maugham-Verfilmung Fegefeuer (1953) mit Hayworth und José Ferrer in den Hauptrollen. Mit Washington komponierte er auch die Titelmusik des Westerns Der Mann aus Laramie (1955).
Lester Lee starb 1956 im Alter von 52 Jahren in Los Angeles an einem Herzinfarkt. Er wurde auf dem Hollywood Forever Cemetery beigesetzt.

## Werke (Auswahl)

### Filmografie
- 1936: One in a Million

- Horror Boys of Hollywood

- 1948: Ich tanze in dein Herz (Ladies of the Chorus)

- Every Baby Needs a Da Da Daddy
- Anyone Can Tell I Love You
- I’m So Crazy for You
- The Ladies of the Chorus

- 1948: Lulu Belle

- Sweetheart of the Blues

- 1949: Leicht französisch (Slightly French)

- Fifi from the Follies Bergere
- Love Masquerade

- 1952: Affäre in Trinidad (Affair in Trinidad)

- Trinidad Lady
- I’ve Been Kissed Before

- 1952: Mein Sohn entdeckt die Liebe (The Happy Time)

- Night Tango

- 1952: Piraten wider Willen (Abbott and Costello Meet Captain Kidd)

- Away Ay Aye Ay
- Meet Captain Kidd
- A Bachelor’s Life
- Tonight We Sail
- Speak to Me of the Tall Pine
- North of Nowhere

- 1952: Hans und die Bohnenstange (Jack and the Beanstalk)

- Jack and the Beanstalk
- I Fear Nothing
- Darlene
- Dreamer’s Cloth
- He Never Looked Better in His Life

- 1953: Gardenia – Eine Frau will vergessen (The Blue Gardenia)

- Blue Gardenia

- 1953: Fegefeuer (Miss Sadie Thompson)

- A Marine, a Marine, a Marine
- Hear No Evil
- The Heat Is On
- Blue Pacific Blues

- 1955: Der Mann aus Laramie (The Man from Laramie)

- The Man from Laramie

- 1957: Spiel mit dem Feuer (Fire Down Below)

- Fire Down Below

### Weitere Songs
- Pennsylvania Polka
- Nothing Can Replace a Man
- Love and Learn
- Rosebud, I Love You
- When a Girl’s Beautiful
- As Long As I’m in Love
- Bread and Butter Woman
- The Call of the Wild
- Let’s Do It Again
- It Was Great While It Lasted
- These Are the Things I Remember

## Auszeichnungen
- 1954: Nominierung für den Oscar in der Kategorie Bester Song zusammen mit Ned Washington für Blue Pacific Blues aus Fegefeuer